# おかだえみこ
おかだ えみこ（1933年～1934年 - 2023年11月20日）は、日本の映画評論家、アニメーション研究家、CMプランナー。
本名、岡田英美子。公益財団法人徳間記念アニメーション文化財団評議員。

## 経歴
兵庫県芦屋市出身。1957年、慶應義塾大学文学部図書館学科卒業。横山隆一のアニメーション制作会社「おとぎプロダクション」、東映のCMプランナーを経て、フリーとなる。傍ら「映画評論」での執筆をスタート、以後、アニメーション評論家として活躍。
著書に「人形アニメーションの魅力」「歴史をつくったアニメ・キャラクターたち」、共著に「僕らの実戦アニメ塾」「アニメの世界」「ひとりから始めるアニメの作り方」などがある。 
2023年11月20日、尿毒症のため死去。89歳没。

## 著作

### 単著
- 『人形[パペット]アニメーションの魅力 : ただひとつの運命』河出書房新社 2003.5
- 『歴史をつくったアニメ・キャラクターたち : ディズニー、手塚からジブリ、ピクサーへ』キネマ旬報社 2006.11

### 共著
- 『僕らの実戦アニメ塾：Let’s enjoy do・anima!』鈴木伸一, おかだえみこ著 徳間書店 1981.10 - 雑誌アニメージュの連載をまとめたもの。
- 『アニメの世界』おかだえみこ, 鈴木伸一, 高畑勲, 宮崎駿著 新潮社 1988.3
- 『ひとりから始めるアニメのつくり方』おかだえみこ文, 鈴木伸一絵 洋泉社 2004.8　新装版 2006.9
- 『まんが・アニメの大常識』鈴木伸一監修, おかだえみこ, 篠田英男, 野中祐, 藤本やす文 ポプラ社 2006.4

### 連載
- 朝日新聞 夕刊コラム『出会いの風景』（1995年4月3日 - 4月7日の全5回） - 中村翫右衛門、大藤信郎、水原茂[4]、エノケン、フレデリック・バックとの出会いについて書いた。

### 百科事典
- 平凡社『世界大百科事典』の映画関係の項目を単独で、あるいは共同で執筆した。